# 林畔圣约翰
林畔圣约翰是奥地利上奥地利州因河畔布劳瑙县的一个市镇。总面积39.99平方公里，总人口2064人，人口密度51.6人/平方公里（2005年）。